# Goldene Kamera 1970
Die Verleihung der Goldenen Kamera 1970 fand am 13. Januar 1971 im Hotel Vier Jahreszeiten in Hamburg statt. Es war die 6. Verleihung dieser Auszeichnung. Das Publikum wurde durch Hans Bluhm, den Chefredakteur der Programmzeitschrift Hörzu (damals noch Hör zu), begrüßt, der auch die Verleihung der Preise und die Moderation übernahm. An der Veranstaltung nahmen etwa 100 Gäste teil. Die Verleihung wurde nicht im Fernsehen übertragen. Die Leser wählten in der Kategorie Beste Sendung für junge Leute ihren Favoriten.

## Preisträger

### Schauspielerin
- Andrea Jonasson – Trauer muß Elektra tragen

### Bester Autor & Beste Regie
- Rainer Erler – Die Delegation

### Beste Fernsehreportage
- Horst Stern – Sterns Stunde

### Bester Produzent
- Günter Rohrbach – Das Millionenspiel

### Beste Regie
- Eberhard Fechner – Nachrede auf Klara Heydebreck

### Beste Sendung für junge Leute
ZDF-Hitparade
- Truck Branss (Hör zu-Leserwahl)
- Dieter Thomas Heck (Hör zu-Leserwahl)
- Dieter Weber (Hör zu-Leserwahl)

### Teamkamera
Wünsch Dir was
- Vivi Bach
- Peter Behle
- Dietmar Schönherr

## Weblink
- Goldene Kamera 1971 – 6. Verleihung